# Melville Horne
Melville Horne (1761-1841) est un pasteur anglican qui contribue à la renaissance du mouvement missionnaire en Grande-Bretagne.

## Biographie
Il est le fils d'un planteur d'Antigua et le neveu de Nathaniel Gilbert (1721-1774), pionnier du méthodisme aux Antilles. Horne entre dans la mouvance Wesleyan en 1784 et est ordonné peu de temps après sur la recommandation de John Wesley. Il commence son ministère à Madeley dans le Shropshire, où il s'investit dans le mouvement méthodiste,. En janvier 1792, avec son cousin, Nathaniel Gilbert junior, il part pour le Sierra Leone comme aumônier de la Sierra Leone Company. Le rude climat du lieu altérant sa santé, il est contraint de rentrer chez lui en 1793. En 1794, il publie Letters on Missions: Addressed to the Protestant Ministers of the British Churches, qui appelle le clergé britannique à s'unir pour le développement des missions. Son appel est entendu par Thomas Haweis et la London Missionary Society est fondée en 1795, mais lorsque la Church Mission Society est fondée en 1799, Horne lui apporte son soutien. En 1809, en conflit avec Jabez Bunting, futur président du Wesleyan Theological College, il publie un pamphlet intitulé An Investigation of the Definition of Justifying Faith,.